# Æthelred 2. af East Anglia
Æthelred 2. (blomstrede omkring 875) var en angelsaksisk konge over East Anglia.
Der findes ingen skriftlige kilde, der beskriver hans regeringstid, men numismatiske kilder peger på, at han regerede i 870'erne, muligvis sammen med Oswald af East Anglia, hvis mønter kendes fra samme periode.